# Arcyosperma
Arcyosperma là chi thực vật có hoa trong họ Cải.